# Liste der Einträge im National Register of Historic Places im Hale County (Alabama)
Die Liste der Registered Historic Places im Hale County in Alabama führt alle Bauwerke und historischen Stätten im Hale County auf, die in das National Register of Historic Places aufgenommen wurden.

## Aktuelle Einträge
| Lfd. Nr. | Name                           | Bild | Datum der Eintragung | Adresse/Lage                                                               | Ort          | ID-Nr.   | Beschreibung                                              |
| -------- | ------------------------------ | ---- | -------------------- | -------------------------------------------------------------------------- | ------------ | -------- | --------------------------------------------------------- |
| 1        | Alfred Hatch Place at Arcola   |      | 6. Jan. 1988         | Rt. 1, CR 2                                                                | Gallion      | 87001784 |                                                           |
| 2        | Augusta Sledge House           |      | 7. Juli 1994         | Co. Rd. 12 zwischen AL 25 und AL 61, südwestlich von Newbern               | Newbern      | 94000686 |                                                           |
| 3        | Battersea                      |      | 7. Juli 1994         | Co. Rd. 8, östlich der Kreuzung mit AL 69                                  | Gallion      | 94000698 |                                                           |
| 4        | Bermuda Hill                   |      | 7. Juli 1994         | AL 69 nördlich der Kreuzung mit der Co. Rd. 2                              | Prairieville | 94000692 |                                                           |
| 5        | Borden Oaks                    |      | 7. Juli 1994         | nördlich der Co. Rd. 28, östlich der Kreuzung mit AL 14                    | Greensboro   | 94000685 |                                                           |
| 6        | Emory School                   |      | 20. Feb. 1998        | Co. Rd. 16, etwa 1,5 km westlich der Kreuzung von AL 69 und Co. Rd. 16     | Cedarville   | 98000109 |                                                           |
| 7        | Greensboro Historic District   |      | 13. Aug. 1976        | Main St. zwischen Hobson St. und 1st St.                                   | Greensboro   | 76000328 |                                                           |
| 8        | Hatch House                    |      | 11. Okt. 1991        | an der Kreuzung von AL 14 und Norfleet Rd.                                 | Hale         | 91001483 |                                                           |
| 9        | Hawthorne                      |      | 7. Juli 1994         | Co. Rd. 8 direkt nördlich der Kreuzung mit der AL 69                       | Gallion      | 94000694 |                                                           |
| 10       | John Erwin House               |      | 18. Jan. 1978        | 705 Erwin Dr.                                                              | Greensboro   | 78000488 |                                                           |
| 11       | Kerby House                    |      | 7. Juli 1994         | Co. Rd. 8 südöstlich der Kreuzung mit AL 69                                | Prairieville | 94000697 |                                                           |
| 12       | Magnolia Grove                 |      | 11. Apr. 1973        | westliches Ende der Main St.                                               | Greensboro   | 73000345 |                                                           |
| 13       | McGehee-Stringfellow House     |      | 17. Sep. 1980        | nordwestlich von Greensboro an der State Route 30                          | Greensboro   | 80000686 |                                                           |
| 14       | Millwood                       |      | 26. Sep. 1989        | grob begrenzt durch Millwood Pond, Co. Rd. 17 und Black Warrior River      | Greensboro   | 89000314 |                                                           |
| 15       | Moundville Archaeological Site |      | 15. Okt. 1966        | 1,5 km westlich von Moundville an der SR 21                                | Moundville   | 66000149 | Hat außerdem den Status eines National Historic Landmarks |
| 16       | Oak Grove School               |      | 3. März 1998         | 400 m westlich der AL 69, 1,5 km nördlich der Kreuzung von AL 69 und US-80 | Prairieville | 98000108 |                                                           |
| 17       | Payne House                    |      | 7. Juli 1994         | US 61 südöstlich von Greensboro                                            | Greensboro   | 94000690 |                                                           |
| 18       | St. Andrew’s Church            |      | 7. Nov. 1973         | U.S. 80                                                                    | Prairieville | 73000347 | Hat außerdem den Status eines National Historic Landmarks |
| 19       | Tanglewood                     |      | 11. Apr. 1973        | etwa 17 km nördlich von Greensboro abseits der AL 23                       | Greensboro   | 73000346 |                                                           |
| 20       | Waldwic                        |      | 22. Juli 1994        | Westseite der AL 69, südlich von Gallion                                   | Gallion      | 94000684 |                                                           |